# ステファニア (小惑星)
ステファニア (220 Stephania) は、小惑星帯に位置する小惑星の一つで、P型小惑星に属する。表面は暗く、ケイ酸塩や炭素に富んでいる。
1881年5月19日にオーストリアの天文学者ヨハン・パリサがウィーンで発見し、同年5月10日にオーストリア皇太子妃となったベルギー王女ステファニーにちなんで命名された。